# Orange County Soccer Club (2010)
L'Orange County Soccer Club è una società calcistica professionistica statunitense con base a Irvine, in California, e che disputa i propri incontri casalinghi presso il Championship Soccer Stadium, impianto da 5.000 posti a sedere.
Attualmente milita nella USL Championship, secondo livello della piramide calcistica americana.

## Storia
Fondato nel 1998 con il nome di Los Angeles Blues dall'imprenditore Ali Mansouri, il 7 dicembre 2010 venne annunciato che il club avrebbe fatto parte della USL Pro (l'allora terza divisione statunitense) a partire dalla stagione successiva. Il club era associato alla squadra femminile delle LA Blues, che gareggiava nella W-League della United Soccer Leagues, e facente parte dell'organizzazione Orange County Blues, che compete nelle leghe di Los Angeles dal 1998. In un evento di lancio il 14 dicembre del 2010, il club presentò ufficialmente i suoi primi giocatori.
Nel 2015 la squadra chiuse la stagione regolare della Western Conference al primo posto, ma nei playoff dovette cedere subito il passo ai concittadini del L.A. Galaxy II, che eliminarono i Blues battendoli con il risultato di 2-0.
Nel 2016 si affiliò al Los Angeles FC, club di Major League Soccer. Nel 2017 il club assunse l'attuale denominazione e fu acquistato dall'imprenditore californiano James Keston.
Nel 2018 il club si classificò nuovamente al primo posto della classifica della regular season della Western Conference e giunse, dopo aver eliminato il Saint Louis ed il Reno 1868, alla finale della stessa, dove uscì però sconfitto dal Phoenix Rising di Didier Drogba con il risultato di 2-1. Al termine della stagione venne terminato l'accordo di affiliazione con LAFC.
Nella stagione 2021, dopo aver terminato in terza posizione nella Western conference, conquista il primo titolo nazionale battendo nella finale play-off T.B. Rowdies con il risultato di 3-1, grazie alle reti siglate, tutte nel primo tempo, da Ronaldo Damus (doppietta) e Mikko Kuningas.

## Rosa 2023
| N. |                        | Ruolo | Calciatore         |
| -- | ---------------------- | ----- | ------------------ |
| 1  | Danimarca (bandiera)   | P     | Frederik Due       |
| 2  | Stati Uniti (bandiera) | D     | Kevin Alston       |
| 3  | Stati Uniti (bandiera) | D     | Joe Amico          |
| 4  | Brasile (bandiera)     | D     | Leonardo           |
| 5  | Stati Uniti (bandiera) | D     | Hugo Arellano      |
| 6  | Stati Uniti (bandiera) | D     | Michael Orozco     |
| 7  | Paesi Bassi (bandiera) | C     | Jerry van Wolfgang |
| 8  | Inghilterra (bandiera) | C     | Liam Trotter       |
| 9  | Giamaica (bandiera)    | A     | Michael Seaton     |
| 11 | Inghilterra (bandiera) | C     | Harry Forrester    |
| 12 | Stati Uniti (bandiera) | C     | Daniel Crisostomo  |
| 13 | Brasile (bandiera)     | A     | Vinicius           |
| 14 | Stati Uniti (bandiera) | C     | Aodhan Quinn       |
| 15 | Stati Uniti (bandiera) | C     | Sebastien Des Pres |

| N. |                        | Ruolo | Calciatore         |
| -- | ---------------------- | ----- | ------------------ |
| 16 | Stati Uniti (bandiera) | A     | Kevin Coleman      |
| 17 | Stati Uniti (bandiera) | C     | Kevin Lankford     |
| 18 | Stati Uniti (bandiera) | C     | Connor Gordon      |
| 19 | Stati Uniti (bandiera) | C     | Giovanni Godoy     |
| 20 | Stati Uniti (bandiera) | C     | Christian Duke     |
| 21 | Stati Uniti (bandiera) | C     | Francis Jacobs     |
| 22 | Giappone (bandiera)    | C     | Kōji Hashimoto     |
| 23 | Ghana (bandiera)       | D     | Owusu-Ansah Kontor |
| 24 | Stati Uniti (bandiera) | P     | Carlos López       |
| 25 | Stati Uniti (bandiera) | P     | Aaron Cervantes    |
| 26 | Stati Uniti (bandiera) | D     | Walker Hume        |
| 27 | Stati Uniti (bandiera) | C     | Edson Alvarado     |
| 29 | Stati Uniti (bandiera) | C     | Bryang Kayo        |
| 33 | Stati Uniti (bandiera) | A     | Diego López        |

## Palmarès

### Competizioni nazionali
- USL Championship: 1

2021